# Эссер, Михаэль
Михаэ́ль Э́ссер (нем. Michael Esser, 22 ноября 1987 года, Кастроп-Рауксель, Северный Рейн-Вестфалия, Германия) — немецкий футболист, вратарь.

## Карьера
Начал заниматься футболом в возрасте четырёх лет в детской команде «Арминии Икерн». В юности побывал в нескольких клубах, в том числе в «Бохуме», в который вернулся спустя несколько лет. Дебют Эссера в качестве игрока основной команды «Бохума» состоялся в заключительном туре сезона 2011/12 второй Бундеслиги. В 2015 году подписал контракт с австрийским «Штурмом». Перед началом сезона 2016/17 перешёл в клуб первой Бундеслиги «Дармштадт».
Клуб по итогам сезона занял последнее место в турнирной таблице, но переход в «Ганновер», который в свою очередь получил повышение в классе, помог Эссеру остаться в высшем футбольном дивизионе страны. В первом сезоне в составе «красных» провёл лишь 3 игры, проиграв конкуренцию Филиппу Чаунеру. В августе 2018 года тренер клуба Андре Брайтенрайтер объявил, что по итогам подготовки к сезону 2018/19 основным вратарём он назначает именно Эссера.